# 志我閉阿弥陀
志我閉 阿弥陀（しがへ/しがべ の あみだ、生没年不詳）は、奈良時代の貴族・陰陽家。氏は志我閇・志我部、名は阿弥陁・阿弥太とも記される。姓は連。位階は従五位下。

## 出自
志我閉氏（志我閉連）は、周の霊王の太子晋の後裔で、山田氏（山田宿禰）と同祖とする周系渡来氏族

## 経歴
養老5年（721年）元正天皇が諸官人の中から学業に優れ人々の模範とするに堪える者を選んで褒賞を与えた際、陰陽に優れる者として、大津首・津守通・王仲文・角兄麻呂らとともに、絁10疋・絹糸10絇・麻布20端・鍬20口を与えられている。この時に選ばれた人物は、『藤氏家伝』下に神亀年間（724年 - 729年）の学芸の士として列挙されたものが多く、皇太子首皇子（のちの聖武天皇）の教育に資するため、文芸学術に優れたものを選出したものと見られる。
養老7年（723年）越智広江・高金蔵らとともに従五位下に叙爵した。

## 官歴
『続日本紀』による。
- 時期不詳：正六位上
- 養老5年（721年） 正月27日：賜絁10疋・絹糸10絇・麻布20端・鍬20口
- 養老7年（723年） 正月10日：従五位下